# دينيس مادن
دينيس مادن (بالإنجليزية: Denis Madden)‏ هو ضابط شرطة أيرلندي، ولد في 1948.